# Наджаф, Ровшан Чингиз оглы
Ровшан Чингиз оглы Наджаф (азерб. Rövşən Çingiz oğlu Nəcəf; род. 9 апреля 1982, Баку) — азербайджанский государственный деятель. Президент Государственной нефтяной компании Азербайджана.

## Биография
Ровшан Наджаф родился 9 апреля 1982 года в Баку. В 1997 — 2001 годах обучался на бакалавриате факультета международных экономических отношений Азербайджанского государственного экономического университета, в 2001 — 2003 годах — в магистратуре того же факультета.
В 2007 — 2008 годах продолжил обучение в Колумбийском университете на факультете «Управление экономической политикой/международный энергетический менеджмент и политика».
Доктор философии по экономике.

### Карьера
В 2001 — 2003 годах являлся лаборантом на кафедре международных экономических отношений и маркетинга Азербайджанского государственного экономического университета.
С 2003 по 2007 года являлся советником и старшим советником в отделе инвестиционной политики департамента инвестиций и международного экономического сотрудничества Министерства экономического развития Азербайджана.
С 2008 по 2009 год являлся начальником отдела инвестиционных контрактов Управления инвестиций Государственной нефтяной компании Азербайджана.
С 2009 по 2010 год являлся начальником отдела по внешнеэкономическим связям Министерства экономического развития Азербайджана и помощником министра экономического развития Азербайджана.
С 2010 по 2018 год был заместителем исполнительного директора, исполнительным директором ОАО «Азербайджанская Инвестиционная Компания».
С 11 мая 2018 года являлся начальником отдела по вопросам инновационного развития и электронного правительства Администрации Президента Азербайджана.
Председатель правления Службы финансового мониторинга Азербайджана (28 августа 2019 — 2020).
С 11 февраля 2020 являлся заместителем, с 24 декабря 2021 года первым заместителем министра  экономики Азербайджана.
Распоряжением Президента Ильхам Алиев от 10 февраля 2022 года Ровшан Наджаф назначен первым вице-президентом и временным исполняющим обязанности президента Государственной нефтяной компании Азербайджана.
21 июля 2022 года назначен президентом Государственной нефтяной компании Азербайджана.
Государственный советник 3 степени.
2 апреля 2024 года избран президентом АФФА.